# Дургаваті
Дургаваті (*रानी दुर्गावती, 5 жовтня 1524  —24 червня 1564) — махарані князівства Гарха у 1550—1564 роках.

## Життєпис
Походила з раджпутського клану Чандела. Донька раджи Керат Раї. Народилася у місті-фортеці Калінджар у 1524 році. Вела життя звичайної раджпутської жінки. У 1542 році вийшла заміж за Далпат Шаха, спадкоємця Санграм Шаха, магараджі Гарха (держава народу гонді). Цим було закріплено союз клану Чандела з Гондваною.
Того ж року після смерті батька Далпат Шах став новим володарем Гондвани. У 1545 році Дургаваті народила сина Вір Нараяна. У 1550 році після смерті чоловіка стала правителькою-регентшею при малолітньому сині. В управлінні спиралася на дивана Беохара Адхар Сімхи та міністра Мана Такура. Столицю було перенесено до фортеці Чаурагарх. Звідки чинила спротив спробам Іслам Шаха Сурі, володаря Північної Індії, підкорити Гондвану. У 1554 році після смерті Іслам Шаха загроза з півночі значно зменшилася.
У 1556 році відбула напад Баз Бахадура, султана Мальви. Втім незабаром Дургаваті стикнулася з могольським падишахом Акбаром. Останній до початку 1560-х років підкорив Мальвський та Гуджаратський султанати. Слідом за цим рушив на Гондвану.
У 1564 році могольські війська вдерлися до володінь Дургаваті, яка на противагу свого дивана вирішила чинити спротив ворогу на чолі із Ходжой Абдул Маджид Асаф-ханом. Вона зібрала військо у 20 000 кінноти, 1000 слонів і великого загону піхоти і хоробро очолювала її. Вирішальна битва з могольским військом сталася близько Нархі (Нарай Нала). За деякими легендами вона сиділа на коні в чоловічому одязі, а її дитина-принц був прив'язаний у неї за спиною. Втім це не відповідає дійсності, оскільки Вір Нараяну на час битви було 19 років.
В перший день раджпути завдали поразки моголам, але військовики Дургаваті відмовилися негайно атакувати ворога, чекаючи до ранку. Це дозволило Асаф-хану отримати підкріплення, насамперед важкі гармати. В результаті наступного дня в результаті запеклої битви гондванські війська зазнали нищівної поразки. Вір Нараяна було смертельно поранено, сама Дургаваті була поранена двома стрілами. Тоді вона встромила кинджал собі в груди і загинула, але до останньої секунди вона захищала честь роду і права спадкоємця на владу. У фортеці Чаурагарх жінки клану скоїли джаугар (самогубство). В результаті поразки державу Гондвану було приєднано до Імперії Великих Моголів.